# Exosociologie
Exosociologie (ook wel aangeduid als astrosociologie, xenosociologie, astrosociobiologie of exosociobiologie) is de parawetenschappelijke studie van de inrichting van buitenaardse samenlevingen.
De term exosociologie werd in 1983 geponeerd door Amerikaans socioloog Jan H. Mejer. Deze nieuwe wetenschap zou moeten speculeren hoe buitenaardse beschavingen cultureel en sociaal zijn ingericht, en met welke problemen en veranderingen ze te maken kunnen krijgen. Verder zou exosociologie zich moeten bezighouden met het voorspellen van de gevolgen van een eventuele confrontatie tussen de aardse en een buitenaardse beschaving. Hierbij moet noodzakelijkerwijs van enkele vaststaande veronderstellingen worden uitgegaan:
1. Buitenaardse samenlevingen bestaan
2. Deze buitenaardse samenlevingen werken in overeenstemming met de ons bekende natuurwetten.
3. Deze buitenaardse samenlevingen zijn biologisch en psychologisch vergelijkbaar met onze samenleving.

Hoewel in de sociologie weinig of geen aandacht voor dit onderzoeksterrein is, hebben wetenschappers op het gebied van astronomie, exobiologie en astrofysica wel onderzoek in exosociologie gedaan. Enkele bekende onderzoekers zijn Milan Ćirković, Frank Drake, Freeman Dyson, Nikolaj Kardasjev, Carl Sagan en Frank Tipler.
In de exosociologie wordt net als in de evolutiebiologie en sociobiologie sterk op de convergente evolutie geleund, die soortverschillende levensvormen zeer sterke overeenkomsten in vorm of functie laat ontwikkelen. Exosociologen speculeren dat deze opvallende overeenkomsten niet alleen bij aardse, maar ook bij buitenaardse soorten voorkomen. Hier volgt dan dat buitenaards leven zich niet al te zeer verschillend met de aardse levensvormen heeft ontwikkeld.